# Leandra sericea
Leandra sericea är en tvåhjärtbladig växtart som beskrevs av Dc.. Leandra sericea ingår i släktet Leandra och familjen Melastomataceae. Inga underarter finns listade i Catalogue of Life.